# Новіков Андрій Юрійович
Андрій Юрійович Новіков (16 грудня 1979, Дрезден — 5 квітня 2012, Москва) — російський актор театру і кіно.

## Біографія
Народився 16 грудня 1979 року в Дрездені в сім'ї військових.
Прадід — генерал-лейтенант, командувач танковими військами, дід — генерал-майор танкових військ, батько — командир батальйону.
Перший успіх до нього прийшов завдяки участі в серіалі «Дні Ангела», в якому він грав роль головного героя; перед зйомками Андрій спеціально їздив до Сергієво-Посадської семінарії.
Значною роботою актора є роль Андрія Драгунова у фільмі «Графіті» (2006). Новіков кілька років готувався до цієї роботи, роль графера була написана спеціально для нього. Актор був змушений відмовитися від зйомок у фільмі «9 рота», оскільки зосередився над образом графера, який, за сюжетом фільму, трансформується в художника.
Навчався Андрій Новіков у кількох вузах — Слов'янському університеті, ВДІКу, Театральному інституті ім. Б. Щукіна, але в усіх навчальних закладах навчання не закінчував, провчившись лише рік-півтора.
Помер на 33-му році життя 5 квітня 2012 року від крововиливу в мозок.
9 квітня 2012 року прощання з актором відбулося на Даниловському кладовищі.
Похований на Ясенівському кладовищі в Москві.

## Фільмографія
1. 1997 — Вино з кульбаб — Дуглас Сполдінг
2. 2000 — Маросейка, 12 — Ілля Орлов
3. 2002 — Займемося любов'ю — Толик («Точило»)
4. 2001 — Клітка — епізод
5. 2003 — Дні ангела — Ангел
6. 2005 — Забійна сила 6 — Антон
7. 2006 — Графіті — Андрій Драгунов
8. 2008 — Рідні люди — Микола Лазарєв
9. 2012 — УГРО 4 — ветеринар